# Uruaçu
Uruaçu è un comune del Brasile nello Stato del Goiás, parte della mesoregione del Norte Goiano e della microregione di Porangatu.
Dal 1956 è sede vescovile cattolica.